# Bunny Man
Der Bunny Man (auch Bunnyman; dt. „Hasenmann“) ist eine in Amerika bekannte  urbane Legende. Sie handelt, je nach lokaler Variante, von einem Serienmörder im Hasenkostüm, der vorgeblich einer psychiatrischen Klinik entfloh und nie gefasst wurde.

## Legende
Die am häufigsten vorgetragene (da offenbar beliebteste) Version stammt aus dem US-Städtchen Lorton im Bundesstaat Virginia. Dort soll sich im 19. Jahrhundert eine baufällige psychiatrische Anstalt befunden haben. Deren Patienten sollten 1920 wegen Umbauarbeiten umgesiedelt werden. Dazu wurden sie in spezielle Busse verfrachtet. Doch während der Fahrt soll einer der Busse einen Unfall gehabt haben, woraufhin einige Patienten fliehen konnten. Zwei von ihnen wurden angeblich nie gefasst. Während ihrer Monate andauernden Großraumsuche habe die örtliche Polizei zahlreiche Hasenkadaver nahe einer Zugbrücke im Wald entdeckt. An dieser Brücke sei bald darauf ein gehängter Mann aufgefunden worden; er soll einer der beiden gesuchten Patienten gewesen sein. Der andere Mann sei hingegen nie gefasst worden. Abweichenden Berichten zufolge sei es der Polizei gelungen, den zweiten Gesuchten an der Bahnbrücke einzukesseln, doch der Mann habe sich vor einen herannahenden Zug geworfen.
Eine zweite Version der Legende erzählt von einem Teenager, der am Ostersonntag seine Familie erstochen und dabei ein Hasenkostüm getragen haben soll.

## Mögliche Hintergründe
Der genaue Ursprung zur Legende kann nicht mehr sicher zurückverfolgt werden, scheint aber ihren Anfang bereits in den frühen 1970er Jahren genommen zu haben. Um 1970 herum verbreitete sich im US-Bundesstaat Virginia das Gerücht, ein Serienkiller und Vandale in einem weißen Hasenkostüm treibe sein Unwesen. Angeblich würde ein Unbekannter kostümiert und mit einer Axt bewaffnet Kinder bedrohen und auf Privatgrundstücken vandalieren. Um 1973 herum wurde derlei auch aus benachbarten Bundesstaaten, wie zum Beispiel Maryland und in Washington, D.C., berichtet. Die sagenumwobene Bunnyman Bridge (dt. „Hasenmann-Brücke“) soll sich nahe der Ortschaft Clifton befinden.
Folkloristen und Historiker wie Patricia Johnson und Brian A. Conley untersuchten das Phänomen und befragten über 30 Studenten und vorgebliche Augenzeugen. Dabei stellten sie zunächst fest, dass die Bunnyman-Legenden auffällig viele Unstimmigkeiten hinsichtlich der Sichtungsorte und des Verhaltens der Figur aufweisen. Conley entdeckte schließlich einen Zeitungsbericht in der Washington Post vom 22. Oktober 1970. Darin behauptet ein Augenzeuge aus dem Fairfax County, er und ein Beifahrer seien während einer Autofahrt vom Bunnyman mit einem Beil angegriffen worden. Ein weiterer Zeitungsbericht erschien am 31. Oktober desselben Jahres. Darin berichten vorgebliche Zeugen, sie hätten den Bunnyman dabei beobachtet, wie dieser mit einer Axt das Dach eines Neubaus einschlug. Herbeigerufene Polizeibeamte sollen bedroht worden sein, bevor der Bunnyman verschwand.

## Rezeption in den Medien
Im Film Donnie Darko spielt eine als „Bunny Man“ kostümierte Person namens Frank eine wichtige Rolle. Die Figur des Bunnyman hat außerdem eine eigenständige Horrorfilm-Reihe inspiriert. Bisher sind drei Teile erschienen: die beiden im US-amerikanischen Kabel- und Satellitenfernsehkanal Chiller uraufgeführten Filme Bunnyman aus dem Jahr 2011, und The Bunnyman Massacre aus dem Jahr 2014 sowie der VoD-Film Bunnyman Vengeance aus dem Jahr 2017.
In der 4. Episode der 16. Staffel von South Park Judapacabra („Jewpacabra“) aus dem Jahr 2012, parodiert Cartman den Bunny Man.